# Cronologia de l'antic Egipte
La creació d'una cronologia de l'antic Egipte fiable és una tasca plena de problemes. Mentre que la gran majoria dels egiptòlegs estan d'acord sobre l'esquema i molts dels detalls d'una cronologia comuna, els desacords de manera individual o en grups han donat lloc a una varietat de dates que s'ofereixen per als governants i esdeveniments. Aquesta variació s'inicia amb només uns pocs anys en el Període Tardà, i creix gradualment fins a tres dècades en l'inici de l'Imperi Nou, i, finalment, fins a un màxim d'uns tres segles a l'inici del Regne Antic d'Egipte.
La "cronologia egípcia convencional" es basa en el consens dels experts, i situa l'inici de l'Imperi Mitjà al segle XXI aC. Durant el segle xx, i segons aquest consens, les dates dels inicis del Regne Antic d'Egipte s'han modificat i s'han endarrerit, ara se les situa al segle XXVI aC.

## Cronologia
| Data aproximada (aC) | Període (dinasties i reis principals) | Història interior | Història exterior | Fites de civilització |
| -------------------- | --- | --- | --- | --- |
| 6000-3200            | Període predinàstic: Neolític egipci, Cultura Badariana, Cultura d'el Faium, Cultura de Maadi, Cultura d'Omari                                                        | | | |
| 3500-3000            | Successivament: Naqada, Amratià (Naqada I), Gerzeà (Naqada II) | | | |
| 3000                 | Període protodinàstic (Semainià o Naqada III): 1a dinastia (tinita), fundada per Narmer. 2a dinastia (3200 - 3000 aC), Període tinita, època arcaica                  | Fundació de Memfis, capital. Govern autoritari i centralitzador | Expedicions militars contra els pobles veïns. Incursions fins a la segona cascada. Relacions amb Biblos | Tombes reials de Hieracòmpolis i Abidos. Fixació del calendari egipci (any solar de 365 dies). Inicis de l'escriptura jeroglífica |
| 3000-2180            | Comença l'Imperi Antic. 3a dinastia (memfita) fundada per Djoser. | Djoser estableix la capital a Memfis. S'estableix el culte a Ra com a religió oficial. | Narmer, rei de l'Alt Egipte s'annexiona el Baix Egipte. | Revolució arquitectònica d'Imhotep, que fa construir el temple i la piràmide esglaonada de Djoser a Saqqara. Es construeixen les Piràmides de Memfis a Guiza. |
| 2700                 | 4a dinastia (memfita): Keops, Kefren, Menkaure. | Meidum, capital. Guiza, capital. Crisi polític-religiosa. Hostilitat contra Heliòpolis. | Incursions a Líbia i Núbia. Explotació de les mines de Núbia. | Piràmide de Meidum. Primera gran Piràmide de Guiza. Esfinx de Guiza. Última gran piràmide. |
| 2600                 | V dinastia (memfita) | Triomf d'Heliòpolis | | |
| 2420                 | Sisena dinastia (memfita), fundada per Teti. Pepi I. Pepi II (94 anys de regnat)                                                                                      | Usurpacions de la noblesa sobre el poder reial | | Escultures hieràtiques |
| 2180-2040.           | Primer període intermedi: Onzena dinastia (tebana): Mentuhotep. Setena dinastia (memfita). Vuitena dinastia (última memfita). Khety I forma un regne a Heracleòpolis. | Anarquia feudal. Antef «el Gran», forma un regne a Tebes. | Els beduïns envaeixen el delta. | Crisi de les creences religioses. |
| 2200                 | Novena i desena dinastia (d'Heracleòpolis): Khety II i Khety III. | Els successors d'Antef, reis de Tebes, reunifiquen Egipte. Reorganització administrativa: Djatis. Nou repartiment de les terres. | | "Instruccions de Merikare". |
| 2100                 | Merikare. Mentuhotep, rei de Tebes, destrona el successor de Merikare i unifica Egipte.                                                                               | | | |
| 2050                 | Comença l'Imperi Mitjà: 2040- 1785 | Degradació del poder reial. Tebes esdevé la nova capital. | Expansió cap els territoris de Núbia. | Monument dels faraons. Mentuhotep a Deir el-Bahari |
| 2000                 | 12a dinastia (tebana): Amenemhet I, Senusret I i Amenemhet III. | Consolidació de la unitat política contra les feudalitats. | Pacificació de Núbia. Influència egípcia a Fenícia i Palestina. Domini a Biblos | El Déu Ammon és associat al déu Ra. Extensió de la civilització egipcia a Síria, Palestina i Fenícia. Sàtira dels oficis. Osiris, déu dels morts. |
| 1900                 | Sesostris II. Amenemhet III | | Colonització de Núbia. | |
| 1785-1570            | Segon període intermedi: dinasties XIII i XIV (tebanes). Amenemhet IV.                                                                                                | Invasió del delta oriental pels Hicsos, poble semita nòmada. Regressió en tots els terrenys. Fragmentació del territori. | A la mort d'Amenemhet IV s'ensorra el primer Imperi egipci d'Àsia. | |
| 1700                 | Dinasties XV i XVI dels Hicsos | Els Hicsos senyors d'Egipte. Fortalesa d'Àvaris, capital. Formació d'una monarquia tebana independent, aïllada a Tebes: dinastia XVII (tebana). | Relacions dels Hicsos amb els kasites. Comerç amb Creta. | Introducció a Egipte de divinitats asiàtiques, Seth, déu oficial dels Hicsos. |
| 1600                 | | Kamosis, rei de Tebes, pren als Hicsos l'Egipte Mitjà. Amosis, germà de l'anterior, els expulsa del delta. | Incursions bèl·liques d'Amosis a Síria. | |
| 1570-1085            | Imperi Nou: 18a dinastia (tebana), fundada per Amosis. Amenofis I. Tuthmosis I. Tuthmosis II. Hatshepsut                                                              | Crisi dinàstica. La reina Hatshepsut es casa amb Tuthmosis II. Reforçament del poder reial. Tutankamon (fill d'Akhenaton) tornà la capital a Tebes i el culte al déu Ammon. Ramsès II lluita contra els hitites i construeix el temple d'Abu Simbel.             | Política pacifista. Ampliació del territori fins al riu Eufrates i fins a la 5a cascada del Nil. Expansió vers el Sudan (Núbia). Domini egipci en el nord de Síria. Pas de l'Eufrates. Perill mitanni.          | Temple de Deir el-Bahari. |
| 1500                 | Tutmosis III succeeix Hatshepsut. Amenofis II. Tuthmosis IV. Amenofis III.                                                                                            | | Victòria egípcia a Meggido sobre Palestina. Expedicions a Àsia. Apogeu de les conquistes egípcies: fins a la quarta cataracta.                                                                                  | Llibre dels Morts |
| 1400                 | Amenofis IV: Akhenaton. Tutankamon. Horemheb. XIX dinastia (tebana). Seti I.                                                                                          | Revolució amarniana. Tell el-Amarna, capital, en substitució de Tebes. Debilitament de l'Imperi per l'audàcia de la reforma d'Akhenaton.Fracàs de la reforma religiosa. Restauració del culte amònic. Amon recobra el seu prestigi. Consolidació de la dinastia. | Pèrdua de Palestina. Perill hitita. Primer tractat de pau entre Egipte i els hitites. Reconquista del sud de Palestina                                                                                          | Amenofis IV introdueix el culte al déu Aten i inicia una reforma religiosa. Trasllada la capital a Tell-El-Amarna. Ammó es converteix en el déu politeista principal. Ammon substituït per Aton. Temple de Luxor. El gran himne al Sol. Reforma literària: la llengua parlada pel poble passa a ser llengua oficial. |
| 1300                 | Ramsès II | Matrimoni del faraó amb la princesa hitita Maathorneferure | Derrota hitita en la batalla de Cadeix, amb poc benefici pels egipcis. | Temple d'Abu Simbel |
| 1200                 | Vintena dinastia (tebana) Ramsès III. | Fraccionament d'autoritat entre dinasties paral·leles. Nova feudalitat. | Victòries sobre invasions indoeuropees i dels pobles de la mar. | Temple de Medinet Habu |
| 1085-672             | Tercer període intermedi: Vint-i-unena dinastia (tanita). Smendes, rei de Tanis, governa en el Baix Egipte.                                                           | Herihor, general i gran sacerdot d'Amon, ostenta el poder a Tebes i governa en l'Alt Egipte. Nova fragmentació territorial. Les dinasties se succeeixen en tots els racons d'Egipte.                                                                             | | Descens de l'activitat artística. |
| 950                  | Vint-i-dosena dinastia (líbia), fundada per Sheshonq I. | Reunificació de l'Alt i el Baix Egipte. | Reconquesta de Palestina i saqueig de Jerusalem. | |
| 800                  | Nova divisió d'Egipte en dues monarquies. XXIII dinastia (tanita). XXIV dinastia (saíta)                                                                              | Sais, Capital | | Porta monumental d'Amon, a Tanis. Els més bells bronzes de l'època faraònica. |
| 700                  | 25a dinastia (nubiana) 26a dinastia (saíta). | Destrucció de la dinastia saíta. Memfis, capital. | Els assiris envaeixen Egipte. Expulsió d'assiris i nubians. | Renaixement de l'art funerari. |
| 672-633              | Enfrontament amb els assiris: | Els assiris envaeixen Egipte. | | |
| 525-332              | 27a dinastia (persa) | Període persa d'Egipte o Baixa època: | Enfrontament amb l'Imperi Persa. Cambises, rei dels perses, conquereix Egipte en vèncer en la batalla de Pelúsion. Tanmateix, la zona sud resta independent. Egipte passa a ser una satrapia de l'Imperi Persa. | |
| 404                  | dinasties 28, 29 i 30 (egípcies) | Restauració d'una efímera independència egípcia entre el 404 i el 341 | | |
| 343                  | | Egipte esdevé una província persa. | | |
| 332-323              | | Alexandre el Gran ocupa Egipte. Funda Alexandria, que es converteix en capital d'Egipte i la ciutat mediterrània més gran del moment. El 323 Alexandre mor i la zona egípcia passa a mans de Ptolemeu I Soter que es proclama rei d'Egipte.                      | | |
| 323-30               | Dinastia Ptolemaica: | Perduració de les idees econòmiques de l'antiga monarquia en l'Egipte ptolemaic i romà. Govern de la dinastia ptolemaica, consolidat el 304, que fou la darrera independent.                                                                                     | | Temples de Filé, Denderah i Edfú |
| 30-640 dC            | Província romana de l'Imperi Romà i de l'Imperi Romà d'Orient: | August venç els egipcis en la batalla d'Àccium. Cleòpatra VII, la darrera reina d'Egipte, se suïcida. Es crea la província romana d'Egipte dins de l'administració provincial de l'Imperi Romà.                                                                  | | |